# 卡罗莱伊
卡罗莱伊（義大利語：Carolei），是意大利科森扎省的一个市镇。总面积15平方公里，人口3527人，人口密度235.1人/平方公里（2009年）。ISTAT代码为078026。